# Anisodes maculifera
Anisodes maculifera är en fjärilsart som beskrevs av Swinhoe 1900. Anisodes maculifera ingår i släktet Anisodes och familjen mätare. Inga underarter finns listade i Catalogue of Life.